# Xóchitl Gálvez
Bertha Xóchitl Gálvez Ruiz (Tepatepec, 22 de fevereiro de 1963) é uma política e empresária mexicana. De 2015 a 2018, ela foi prefeita do bairro Miguel Hidalgo, na Cidade do México. De 2018 a 2023, foi senadora plurinominal. Como senadora, ela fez parte do caucus do Partido de Ação Nacional, de centro-direita, mas frequentemente apoiava políticas progressistas em questões sociais como aborto, política de drogas e gastos sociais. Ela se formou na Escola de Engenharia da UNAM com graduação em engenharia da computação
Ela recebeu a nomeação como candidata da coalizão "Fuerza y Corazón por México" para a eleição presidencial mexicana de 2024.

## Primeiros anos
Gálvez nasceu em 22 de fevereiro de 1963 na cidade de Tepatepec, Hidalgo, filho de pai indígena Otomi e mãe mestiça, também de ascendência parcial Otomi. Ela afirma que, quando criança, vendia sobremesas no mercado local para sustentar sua educação e sua família. Ela se mudou para a Cidade do México aos 16 anos para estudar engenharia de computação na Universidade Nacional Autônoma do México (UNAM), primeiro trabalhando como agente de call center e depois ganhando uma posição como assistente de pesquisa na Faculdade de Engenharia da UNAM. Ela se formaria em Engenharia de Computação em 2010. Ela também foi diretora de telecomunicações no World Trade Center da Cidade do México.
De 2000 a 2006, foi chefe do Instituto Nacional dos Povos Indígenas durante o governo de Vicente Fox.
Nas eleições estaduais de Hidalgo de 2010, ela foi candidata a governadora do estado pela coalizão "Hidalgo Une Us", composta pelo Partido de Ação Nacional (PAN), o Partido da Revolução Democrática (PRD), o Partido Trabalhista (PT) e a Convergência. Gálvez ficou em segundo lugar, com 47% dos votos.

## Negócios e filantropia
Em 1992, fundou a empresa High Tech Services, dedicada ao desenvolvimento de projetos tecnológicos voltados à concepção de edifícios inteligentes, economia de energia, automação de processos, segurança e telecomunicações. Ela também foi fundadora e CEO da empresa OMEI, dedicada à operação e manutenção de infraestruturas inteligentes.
Recebeu o prêmio Fundação Sé Líder, o prêmio Zazil na área social e humanitária, o reconhecimento de “Compromisso com os Outros” concedido pelo Centro Mexicano de Filantropia e a “Medalha Péricles”, concedida pelo Museu Amparo de Puebla por mérito social.
Em 1999, ela foi reconhecida pelo Fórum Econômico Mundial em Davos, Suíça, como uma das "100 Líderes Globais do Futuro do Mundo". Em 2000, a revista Business Week a nomeou uma das 25 novas elites empresariais da América Latina. Com os lucros das suas empresas, criou em 1995 a Fundação Porvenir, que se dedica a combater a desnutrição infantil e a ajudar as mulheres nas zonas indígenas. Por isso foi convidada por Luiz Inácio Lula da Silva para participar do Fórum Social de Porto Alegre.

## Carreira política

### Prefeito de Miguel Hidalgo
Nas eleições do Distrito Federal de 2015, Gálvez foi o candidato do Partido de Ação Nacional para prefeito do distrito Miguel Hidalgo. Ela venceu a eleição com 32% dos votos e serviu de 1º de outubro de 2015 a 15 de março de 2018.

### Senador da República
Nas eleições federais de 2018, Gálvez competiu na corrida ao Senado pela Cidade do México pela coalizão "Por México al Frente" em conjunto com Emilio Álvarez Icaza . Além disso, na lista nacional, foi nomeada para uma cadeira no Senado pelo Partido da Revolução Democrática. Ela não conseguiu ganhar a cadeira na Cidade do México, mas foi eleita para o Senado por representação proporcional. De 1 de setembro de 2018 a 20 de novembro de 2023, foi membro das legislaturas LXIV e LXV do Congresso da União como membro do Partido de Ação Nacional.
Em 29 de abril de 2021, Gálvez anunciou que estava planejando mudar de bancada com o Partido de Ação Nacional para o Partido da Revolução Democrática para garantir que o partido cumprisse o requisito de ter pelo menos cinco representantes no Senado para ser considerado um grupo parlamentar e fazer parte do Comitê Permanente do Senado. Em última análise, foi tomada a decisão de permitir que o PRD fizesse parte do Comité, eliminando a necessidade de uma mudança.

### Candidatura presidencial 2024
Em meados de 2023, tanto o Morena como a Frente Ampla pelo México ("Frente Ampla pelo México", sucessora do Vá por México) iniciaram processos para selecionar as pessoas responsáveis por "coordenar" cada uma das suas respetivas coligações, que se tornariam o candidato presidencial da sua respetiva coligação assim que pudessem rotulá-los legalmente como tal. Embora inicialmente pretendesse tornar-se prefeita da Cidade do México, no final de junho anunciou sua intenção de concorrer à presidência nas eleições gerais de 2024. Ela rapidamente se tornou a favorita nas pesquisas de opinião entre os candidatos da oposição, levando a ataques e acusações do presidente Andrés Manuel López Obrador. Em 30 de agosto de 2023, ela foi confirmada como “coordenadora de coalizão” da Frente Ampla (ou seja, futura candidata presidencial).
López Obrador fez referências frequentes a ela em suas coletivas de imprensa matinais, incluindo alusões a supostas irregularidades nos contratos de suas empresas. Ele também divulgou informações confidenciais sobre as declarações de impostos de suas empresas privadas e das diversas entidades com as quais elas fazem negócios. Estas e outras referências resultaram em ordens do Instituto Nacional Eleitoral (INE) proibindo López Obrador de comentar as eleições de 2024.

## Controvérsias

### Reclamação PRD
Durante o mandato de Gálvez como prefeita em 2015 e 2018, o PRD apresentou uma queixa formal contra ela e seu administrador municipal, Arne aus den Ruthen, alegando que ela estava envolvida em uso ilegal de poder, tráfico de influência, peculato e enriquecimento ilícito. Também a acusaram de contratar pessoal da empresa Den Ruthen, emprestá-lo a funcionários públicos para fins privados e protegê-los ao não verificar a construção de um imóvel localizado em Tiburcio Montiel e no bairro San Miguel Chapultepec.

### Vídeo de Juan Pablo Sánchez Gálvez
Um vídeo ressurgiu mostrando o filho de Gálvez, Juan Pablo Sánchez Gálvez, embriagado do lado de fora de uma boate em Polanco, um bairro rico da Cidade do México. Após ter o acesso negado, Sánchez Gálvez ataca repetidamente os funcionários que estavam do lado de fora da boate, gritando insultos enquanto chutavam e empurravam os seguranças. Assim que o vídeo ressurgiu, Sánchez Gálvez fez um pedido público de desculpas afirmando que o vídeo tinha um ano e que ele já havia se desculpado com a equipe que trabalhava na boate, afirmando: "Na época, eu já havia me desculpado com a equipe de segurança do clube. Todos os funcionários do clube sabem disso". Sánchez Gálvez renunciou ao cargo de chefe de divulgação para jovens e mídia social da campanha presidencial de sua mãe após o incidente.

## Vida pessoal
Gálvez é católico.